# فرودگاه شهری بونویل
فرودگاه شهری بونویل (به انگلیسی: Booneville Municipal Airport) یک فرودگاه همگانی بهره‌برداری هوایی است که یک باند فرود آسفالت دارد و طول باند آن ۹۹۲ متر است. این فرودگاه در کشور ایالات متحده آمریکا قرار دارد و در ارتفاع ۱۴۲ متری از سطح دریا واقع شده‌است.